# 餘代數
在數學中，餘代數是帶單位元的結合代數的對偶結構，後者的公理由一系列交換圖給出，將這些圖中的箭頭反轉，便得到餘代數的公理。
餘代數的概念可用於李群及群概形等領域中。

## 定義
形式上來說，域 {\displaystyle K} 上的餘代數是一個 {\displaystyle K}-向量空間 {\displaystyle C} 及 {\displaystyle K}-線性映射 {\displaystyle \Delta :C\to C\otimes _{K}C}（餘乘法）與 {\displaystyle \epsilon :C\to K}（餘單位元），使得：
1. {\displaystyle (\mathrm {id} _{C}\otimes \Delta )\circ \Delta =(\Delta \otimes \mathrm {id} _{C})\circ \Delta }
2. {\displaystyle (\mathrm {id} _{C}\otimes \epsilon )\circ \Delta =\mathrm {id} _{C}=(\epsilon \otimes \mathrm {id} _{C})\circ \Delta }.

等價的說法是：以下圖表交換：
在第一個圖表中，我們等同了 {\displaystyle C\otimes (C\otimes C)} 與 {\displaystyle (C\otimes C)\otimes C}；同理，在第二個圖表中，我們等同了 {\displaystyle C}、{\displaystyle C\otimes K} 與 {\displaystyle K\otimes C}。
第一個圖表是代數乘法結合律的對偶版本，稱為餘乘法之餘結合律。第二個圖表是代數單位元的對偶版本。

## Sweedler 記法
處理餘代數時，以下記法可以大大地簡化式子，稱為 Sweedler 記法。這套記法在數學界中頗為流行。給定餘代數 {\displaystyle (C,\Delta ,\epsilon )} 中的一個元素 {\displaystyle c}，存在一族元素 {\displaystyle c_{(1)}^{i},c_{(2)}^{i}\in C}，使得
{\displaystyle \Delta (c)=\sum _{i}c_{(1)}^{(i)}\otimes c_{(2)}^{(i)}.}
在 Sweedler 記法中，上式寫作
{\displaystyle \Delta (c)=\sum _{(c)}c_{(1)}\otimes c_{(2)}.}
舉例明之，餘單位元 {\displaystyle \epsilon } 之公理可表成
{\displaystyle c=\sum _{(c)}\epsilon (c_{(1)})c_{(2)}=\sum _{(c)}c_{(1)}\epsilon (c_{(2)}).\;}
餘乘法 {\displaystyle \Delta } 則可表成
{\displaystyle \sum _{(c)}c_{(1)}\otimes \left(\sum _{(c_{(2)})}(c_{(2)})_{(1)}\otimes (c_{(2)})_{(2)}\right)=\sum _{(c)}\left(\sum _{(c_{(1)})}(c_{(1)})_{(1)}\otimes (c_{(1)})_{(2)}\right)\otimes c_{(2)}.}
在 Sweedler 記法中，這些式子都被寫作
{\displaystyle \sum _{(c)}c_{(1)}\otimes c_{(2)}\otimes c_{(3)}.}
一些作者會省略求和符號，此時 Sweedler 記法表成
{\displaystyle \Delta (c)=c_{(1)}\otimes c_{(2)}}
與
{\displaystyle c=\epsilon (c_{(1)})c_{(2)}=c_{(1)}\epsilon (c_{(2)}).\;}

## 相關文獻
- Eiichi Abe, Hopf Algebras (1980), translated by Hisae Kinoshita and Hiroko Tanaka, Cambridge University Press. ISBN 0-521-22240-0